# Regions Morgan Keegan Championships and the Cellular South Cup 2006
Regions Morgan Keegan Championships and the Cellular South Cup 2006 - тенісні турніри, що проходили на закритих кортах з твердим покриттям Racquet Club of Memphis у Мемфісі (США). Це був 31-й за ліком Regions Morgan Keegan Championships, а також 21-й за ліком Cellular South Cup. Належав до серії International Gold в рамках Туру ATP 2006, і до турнірів 3-ї категорії в рамках Туру WTA 2006. Тривав з 20 до 26 лютого 2006 року.

## Фінальна частина

### Одиночний розряд, чоловіки
Томмі Гаас —  Робін Содерлінг, 6–3, 6–2

### Одиночний розряд, жінки
Софія Арвідссон —  Марта Домаховська, 6–2, 2–6, 6–3

### Парний розряд, чоловіки
Кріс Гаггард /  Іво Карлович —  Джеймс Блейк /  Марді Фіш, 0–6, 7–5, [10–5]

### Парний розряд, жінки
Ліза Реймонд /  Саманта Стосур —  Вікторія Азаренко /  Каролін Возняцкі 7–6(7–2), 6–3